# Mein neues bestes Stück
Mein neues bestes Stück ist eine französische Filmkomödie aus dem Jahr 2017.

## Handlung
Jeanne ist 38 Jahre alt, verheiratet, Mutter von zwei Kindern und Architektin. Dann teilt ihr Mann ihr mit, dass er von einer anderen Frau ein Kind erwartet, sich scheiden lassen und das gemeinsame Sorgerecht will.
Eines Morgens wacht sie auf und entdeckt einen Penis an sich. Sie verrät es ihrem Frauenarzt und ihrer besten Freundin Marcelle. Bei ihrem Frauenarzt gerät sie in Panik, die er nur notdürftig beruhigen kann. Bei ihren Kollegen gaukelt sie Normalität vor. Dann verliebt sie sich in ihren Kollegen Merlin. Gleichzeitig entdeckt Jeanne immer mehr männliche Verhaltensverweisen an sich.

## Produktion
Der Film wurde am 20. Januar 2017 erstmals auf dem Festival du Film de Comédie de L'Alpe d'Huez. Am 22. Februar 2017 in Frankreich sowie der Schweiz veröffentlicht sowie am 8. Juni 2017 in Deutschland.

## Synchronisation
Die Synchronisation führte die Studio Hamburg Synchron GmbH durch. Das Dialogbuch schrieb Marc Boettcher und Regie führte Celine Fontanges.
| Darsteller             | Sprecher         | Rolle    |
| ---------------------- | ---------------- | -------- |
| Antoine Gouy           | Tim Niebuhr      | Anton    |
| Jézabel Marques        | Elena Wilms      | Cécile   |
| Christian Clavier      | Michael Pan      | Dr. Pace |
| Audrey Dana            | Karoline Bär     | Jeanne   |
| Joséphine Draï         | Celine Fontanges | Joe      |
| Victoire Brunelle-Remy | Emilia Gebauer   | Lou      |
| Alice Belaïdi          | Flavia Vinzens   | Marcelle |
| Eric Elmosnino         | Asad Schwarz     | Merlin   |
| Lee El Mechri          | Florian Leroy    | Paul     |
| N. N.                  | Leyla Bulut      | Tochter  |